# Antonio Riva (aviatore)
Antonio Riva (Shanghai, 8 aprile 1896 – Pechino, 17 agosto 1951) è stato un aviatore italiano.
Pluridecorato durante la prima guerra mondiale quando fu un Asso dell'aviazione, iscritto al Partito Nazionale Fascista fin dalla sua fondazione, addestrò i piloti della Cina nazionalista tra il 1934 ed il 1949. Saliti al potere i comunisti, iniziò a subire intimidazioni fino a quando venne arrestato nel 1950 con l'accusa di aver organizzato un attentato alla vita dei massimi dirigenti comunisti e di aver rivelato i piani dell'invasione del Tibet agli Stati Uniti.

## Biografia
Antonio Riva  ( "Li Andong", 李安東 nella grafia cinese ) era figlio di commercianti lombardi di Gorgonzola, Achille Riva e Teresa Barbaran Capra che si erano sposati nel 1893.  Il padre Achille si era trasferito in Cina, a Shangai, nel 1880 per produrre e gestire al meglio l'importazione in Italia della seta, che a quei tempi costituiva uno dei traffici più redditizi.
Antonio nacque l’8 aprile 1896 nella città cinese, dove tutta la famiglia viveva, ma, per una precisa scelta del padre, a quindici anni, nel 1911, fece ritorno a Firenze per frequentare gli studi al liceo “Alle Querce”.
Conseguì il brevetto di pilota d'aviazione a Pisa. S'arruolò nel 1916 e partì volontario, partecipando col grado prima di Tenente e poi di capitano, alla prima guerra mondiale nell'aviazione sul fronte di Asiago, dove divenne amico anche dell'asso Francesco Baracca. Militò dal 1917 nelle unità 29ª Squadriglia, 71ª Squadriglia Caccia, 73^ e dall'11 ottobre 1917 Comandante della 78ª Squadriglia Caccia e venne ferito due volte, a Oslavia, il 12 novembre 1915 ed il 30 giugno 1916, meritando la medaglia d'argento al valore militare e l'Ordine militare di Savoia. 
La sua prima vittoria fu il 24 agosto 1917 su un Nieuport 11 della 71ª Squadriglia contro l'Albatros D.III dell'asso Julius Kowalczik abbattuto a Forte Campo Luserna.
Fu uno dei 41 assi italiani dell'aviazione della Grande Guerra, e collezionò 7 vittorie in duelli aerei.
Il 10 novembre 1918 passa al comando della 90ª Squadriglia.
Terminata la guerra, fece ritorno in Cina nell'autunno del 1919, insieme a un gruppo di aviatori italiani per preparare i campi di atterraggio per un raid aviatorio Roma-Pechino, cui avrebbe dovuto partecipare addirittura Gabriele D'Annunzio, qui avviando una redditizia attività commerciale. Costituì una società a Tianjin, la "Asiatic Import Export Co.", che vendeva armamenti e - soprattutto - aeroplani ai vari leader cinesi in guerra uno contro l'altro. Iscritto al Partito Nazionale Fascista, Antonio Riva nel 1926 costituì la sezione della Cina del Nord del PNF, e nel 1934 fu nominato segretario della Missione militare aeronautica italiana traendo da entrambe le cariche, prestigio e influenza, oltre a vantaggi per le sue attività commerciali. Il console d'Italia a Shanghai nel 1930 era Galeazzo Ciano, genero di Benito Mussolini e marito di Edda Mussolini. Fu Ciano ad accreditare Riva presso il governo cinese come addestratore di piloti dell'aviazione della Cina nazionalista.
Sposatosi con la fiorentina Emi Coradi, che in seguito lo lasciò, si risposò, nel 1932 con la statunitense Catherine Lum, americana del Minnesota, da cui ebbe quattro figli. Riva rimase in Cina anche dopo la presa del potere del Partito Comunista Cinese, il 1º ottobre 1949, ma, per via del suo trascorso politico e dei suoi legami con lo sconfitto partito nazionalista, era inviso al nuovo regime e più d'una volta gli fu "consigliato" di tornare in Italia. La retata scattò il 27 settembre 1950, pochi giorni prima della commemorazione solenne del 1º anniversario della Repubblica Popolare Cinese.
Accusato di complottare per assassinare il presidente cinese Mao Zedong durante la parata solenne del 1º ottobre 1950, primo anniversario della rivoluzione, nonché di dirigere una rete spionistica clandestina al soldo della CIA, tesa a fomentare disordini nel Tibet recentemente annesso (7 ottobre 1950), con l'aiuto di un suo vicino di nazionalità giapponese, dopo un processo-farsa sommario, fu dichiarato colpevole e condannato a morte. I due uomini vennero condotti, in piedi su una jeep, lungo la cosiddetta "Morrison Avenue", presso il Tempio del Cielo a Pechino, luogo prescelto per l'esecuzione, tra due ali di folla che li insultava. La condanna venne eseguita mediante fucilazione il tardo pomeriggio, ai piedi del Ponte del Cielo. I presunti complici, un vescovo italiano ed un libraio francese, assieme ad un cinese e ad altri due "sospetti", furono incarcerati, ma scamparono al patibolo. Riva venne giustiziato dopo esser stato ingiustamente accusato di spionaggio per sviare l'opinione pubblica cinese dal cattivo andamento della Guerra di Corea.
Durante il processo, egli aveva denunciato la montatura del caso, pubblicato con gran rilievo sul giornale del PCC Renmin Ribao (Quotidiano del Popolo). Questa "Caccia alle streghe" cinese contribuì a giustificare sia l'andamento poco favorevole del conflitto coreano, che l'imposizione di controlli sempre più stretti sulla società cinese da parte del Partito Comunista.

## Il processo politico e la condanna a morte
Riva e le altre "sospette spie" erano stati arrestati 
Tutti gli arrestati abitavano nella stessa via di Pechino. Si trattava di Antonio Riva, Henry Vetch (titolare della libreria francese a Pechino), Walter Genthner (tedesco, padre di quattro figli), Monsignor Tarcisio Martina (vescovo della diocesi di Yixian e prefetto apostolico di Pechino), Ryuchi Yamaguchi (giapponese, rappresentante di pompe idrauliche, padre di quattro figli), Quirino Vittorio Gerli (funzionario delle dogane cinesi), e Ma Hsin (un suo impiegato locale, cinese). La retata fu organizzata contemporaneamente per tutti costoro. Fu coinvolto anche il colonnello David Dean Barrett, capo della Missione Dixie, che nel 1944 era stato inviato in Cina dal presidente Franklin Delano Roosevelt per aiutare Mao contro i giapponesi. Barrett venne fatto passare per un agente della CIA.
A casa di Riva venne rinvenuto un mortaio, residuato bellico che era ormai impossibilitato all'utilizzo, ed a casa di Yamaguchi venne scoperta una piantina di una piazza con disegnate delle traiettorie (si trattava dei getti d'acqua delle pompe, non delle traiettorie balistiche delle bombe di mortaio, come sostenuto dall'accusa). Da quanto però risulta appare assurda la motivazione della condanna, quale sarebbe stata data da Radio Pechino due giorni dopo l'esecuzione dei sospetti (il 19 agosto 1951 venne diramato un comunicato via radio, ma già il giorno precedente i giornali cinesi davano ampio spazio all'esecuzione delle sospette spie), avere cioè i nostri connazionali concorso alla preparazione di un attentato contro i capi del governo comunista cinese. Durante la carcerazione, tutti gli imputati furono ripetutamente torturati, al fine di estorcere loro confessioni. Coloro i quali si salvarono dal patibolo, vennero torturati in carcere anche dopo il processo.
Nell'agosto del 1951, neanche due anni dopo la costituzione della Repubblica Popolare Cinese, venne così tenuto presso il tribunale militare di Pechino un processo contro sei stranieri ed un cinese, accusati di complotto contro la sicurezza dello Stato e di spionaggio a favore degli Stati Uniti. Il processo, conclusosi il primo pomeriggio del 17 agosto con severe condanne, apparve subito voluto per motivi politici.
Dai verbali del processo si legge come l'accusa di spionaggio fosse il principale motivo di reità per gli accusati, colpevoli di "aver fornito informazioni riservate militari, economiche, politiche all'ufficio per i servizi strategici del governo degli Stati Uniti (OSS) presso il comando delle forze di occupazione a Tokio, nonché all'ufficio dell'addetto militare dell'ex ambasciata a Pechino, Colonnello David Dean Barrett". A questa prima accusa ne seguiva una ancor più assurda: "occultamento di armi e di munizioni per un attacco armato, cospirazione contro la vita dei capi del governo cinese". Il Dipartimento di Stato statunitense bollò il tutto come "..un'accozzaglia di farneticazioni... una farsa ,una montatura".
Se il primo capo d'accusa era palesemente non provato, il secondo apparve piuttosto come un pretesto per inasprire viepiù le condanne. Gli arrestati infatti vennero accusati di volersi servire di un mortaio del tutto impossibilitato a svolgere il suo "compito" per i seguenti motivi:
- Il suo peso era di oltre mezza tonnellata e non poteva certo passare inosservato nella piazza Tien An Men gremita di folla, tanto più che non possedeva le ruote ed avrebbe dovuto esser trasportato in loco con un carro, per lo meno.
- Il mortaio era stato privato del congegno di puntamento e di sparo.
- Il mortaio, sembra un residuato dell'epoca della Ribellione dei Boxer (1900), era stato scoperto nel giardino della missione cattolica di Pechino, da tempo controllata dalla polizia politica cinese.
- Colpire, durante la parata militare del 1º ottobre 1950, la tribuna a Tian'anmen, dove erano schierate le massime autorità della Repubblica Popolare sarebbe stato un'impresa alquanto difficile da portare a termine con successo, tenuto conto del presumibile mediocre stato di conservazione dell'arma, della distanza, da cui sarebbe stato fatto partire il colpo, della probabile imperizia degli attentatori, tre dei quali erano sì stati ufficiali dell'esercito in gioventù, ma almeno trent'anni prima.
- Il mortaio era arrugginito e le munizioni mancavano del tutto[senza fonte].

Il processo e le condanne ebbero molta rilevanza sulla stampa internazionale e italiana, ma a nulla valsero le proteste elevate al riguardo nonché le smentite dello stesso Barrett, il quale naturalmente era sfuggito all'arresto perché da tempo aveva lasciato la Cina: benché su 7 condannati tre fossero italiani, ben poco poté fare il nostro governo, anche perché non aveva ancora riconosciuto il nuovo governo cinese e non avevamo quindi stabilito relazioni diplomatiche con esso. Un comunicato stampa diramato il 21 agosto 1951 dall'Ufficio Stampa del nostro Ministero degli Affari Esteri, riassunse così la nostra posizione: "La notizia dell'esecuzione capitale a Pechino del connazionale Antonio Riva e della condanna rispettivamente all'ergastolo e a sei anni di reclusione dei connazionali Mons. Martina e Sig. Geni non hanno mancato di destare una dolorosa impressione in Italia". Ma il governo, presieduto da Alcide De Gasperi non prese alcun provvedimento in merito. D'altronde, le relazioni diplomatiche tra Italia e Cina furono avviate solo un ventennio più tardi.
La sentenza, immediatamente eseguibile, fu del tutto sproporzionata. Due degli arrestati furono condannati a morte e subito giustiziati: il giapponese Ryuichi Yamaguchi (1904 - 1951) e l'italiano Antonio Riva (1896 - 1951). Monsignor Tarcisio Martina (1887 - 1961, ex membro degli Arditi, arrestato nel maggio 1951) dei padri stimmatini, fu condannato all'ergastolo. Agli altri quattro vennero comminate pene detentive minori: al francese Henry Vetch 10 anni; al cinese Ma Hsin 9; al tedesco Walter Genthner e ad un terzo italiano, Quirino Gerli, 5 anni ciascuno. Martina non scontò l'ergastolo e fu espulso dalla Cina dopo qualche anno di carcere, come tutti gli altri sopravvissuti.
Secondo quanto comunicato dall'agenzia di stampa Nuova Cina l'esecuzione di Riva e di Ryuchi Yamaguchi avvenne alle ore 17 del 17 agosto 1951, mediante fucilazione. Il sinologo francese Jean Pierre Remy descrisse la fine in tutt'altro modo: «Una donna emerse di colpo davanti a lui dalla folla: gli balzò al viso e gli strappò un occhio dall'orbita, brandendolo ebbra di gioia sopra la testa, morto eppure ancora vivo e palpitante». I genitori sollevavano sulle spalle i bambini festanti affinché potessero vedere meglio. Un colpo di pistola alla nuca e l'osceno spettacolo era finito".
Suo fratello, Marco Riva, ha raccolto a Pechino nuove prove sull'innocenza del padre, che si aggiungono a quella, inoppugnabile, apparsa in un libro uscito da poco ("L'uomo che voleva uccidere Mao") a cura di Barbara Alighiero, per anni corrispondente dell'ANSA da Pechino. Costei ha raccolto sulla piazza Tiananmen, dalla viva voce di Zhao Ming, ex viceministro della Pubblica sicurezza, questa affermazione: «È passato mezzo secolo, non abbiamo mai detto a nessuno, straniero o cinese, cosa è successo davvero. Il caso di quel Riva ce lo siamo per lo più inventato noi. Io lo so bene, ero vicedirettore della Prima sezione investigativa. Se non ci fosse stato Riva, ne avremmo trovato un altro e avremmo avuto la nostra bella congiura americana. Era quello che ci serviva allora».
Purtroppo anche il cadavere di Riva non ebbe il rispetto dovuto, come racconta il figlio, in quanto la moglie si affrettò a recuperare la salma e la fece portare al Tenggong Zhalan, lo stesso cimitero dove riposa il gesuita Matteo Ricci (tuttora più noto ai cinesi di Marco Polo). Nel fango, sotto un violento temporale, mentre si procedeva all'inumazione, arrivarono i poliziotti che minacciarono di arresto alcuni missionari per aver aiutato la moglie del “traditore” nel pietoso compito e irrorarono il feretro di DDT, con la scusa della campagna contro le mosche. Lo scalpellino, terrorizzato, incise sulla lapide solo le iniziali del nome del morto. Il cimitero, devastato durante la rivoluzione culturale (1966 - 1976), presenta molte tombe prive di lapidi. Difficilmente si potrà ritrovare la tomba, in quanto pare che le lapidi siano state trasformate in tavolini per picnic. Anche la casa di Riva a Pechino non esiste più, essendo rimasto solo il muro di cinta e il cancello. La vicina chiesa di San Giuseppe le Guardie Rosse l'avevano adibita a officina e sull'ingresso c'era ancora la croce.
La vedova di Riva, privata di tutti i suoi averi, venne espulsa coi figli dalla Cina l'8 settembre 1951 e raggiunse l'Italia in terza classe di un transatlantico. In Italia non ebbe aiuto alcuno da parte delle autorità. Visse lavorando presso il consolato americano di Genova dove s'era stabilita e morì nel 1983.

## Nella cultura di massa

### Letteratura
Sulla storia di Antonio Riva nel 2008 è stato pubblicato il libro L'uomo che doveva uccidere Mao di Barbara Alighiero
Il figlio di Antonio Riva, Marco, ha pubblicato in Roma nel 2011, per i tipi de La Sapienza Editrice, un libro dal titolo Assassinio di Stato. Antonio Riva - Pechino, 17 agosto 1951, ISBN 978-88-97492-06-1.